# Іво Уліх
Іво Уліх (чеськ. Ivo Ulich, нар. 9 вересня 1974, Опочно, Чехословаччина) — чеський футболіст, що грав на позиції півзахисника.
Виступав, зокрема, за клуби «Славія», «Боруссія» (Менхенгладбах) та «Динамо» (Дрезден), а також національну збірну Чехії.

## Клубна кар'єра
Вихованець юнацьких команд футбольних клубів «Спартак Нове Место», «Наход-Дестне», «Градець-Кралове».
У дорослому футболі дебютував 1992 року виступами за команду клубу «Градець-Кралове», в якій провів чотири сезони, взявши участь у 50 матчах чемпіонату. 
Протягом сезону 1993—1994 років захищав кольори команди клубу «Карлові Вари».
Своєю грою за останню команду привернув увагу представників тренерського штабу клубу «Славія», до складу якого приєднався 1996 року. Відіграв за празьку команду наступні п'ять сезонів своєї ігрової кар'єри. Більшість часу, проведеного у складі «Славії», був основним гравцем команди.
2001 року уклав контракт з менхенгладбаською «Боруссією», у складі якої провів наступні п'ять років своєї кар'єри гравця. Граючи у складі «Боруссії», також здебільшого виходив на поле в основному складі команди.
Протягом сезону 2005—2006 захищав кольори команди клубу «Віссел» (Кобе).
2006 року перейшов до клубу «Динамо» (Дрезден), за який відіграв два сезони. Тренерським штабом нового клубу також розглядався як гравець «основи». Завершив професійну кар'єру футболіста 2008 року виступами за команду «Динамо» (Дрезден).

## Виступи за збірну
1997 року дебютував в офіційних матчах у складі національної збірної Чехії. Протягом кар'єри у національній команді, яка тривала 4 роки, провів у формі головної команди країни 10 матчів, забивши 1 гол.
У складі збірної був учасником розіграшу Кубка конфедерацій 1997 року у Саудівській Аравії, на якому команда здобула бронзові нагороди.